# Linea T6 (rete tranviaria di Istanbul)
La linea T6 (Sirkeci - Kazlıçeşme) (in turco T6 Sirkeci  - Kazlıçeşme Tramvay Hattı) o linea ferroviaria U3 Sirkeci - Kazlıçeşme (in turco U3 Sirkeci - Kazlıçeşme Raylı Sistemi) è una linea ferroviaria e metropolitana leggera che opera tra la stazione di Sirkeci e la Stazione di Kazlıçeşme, quartiere di Zeytinburnu, a Istanbul, in Turchia.

## Storia

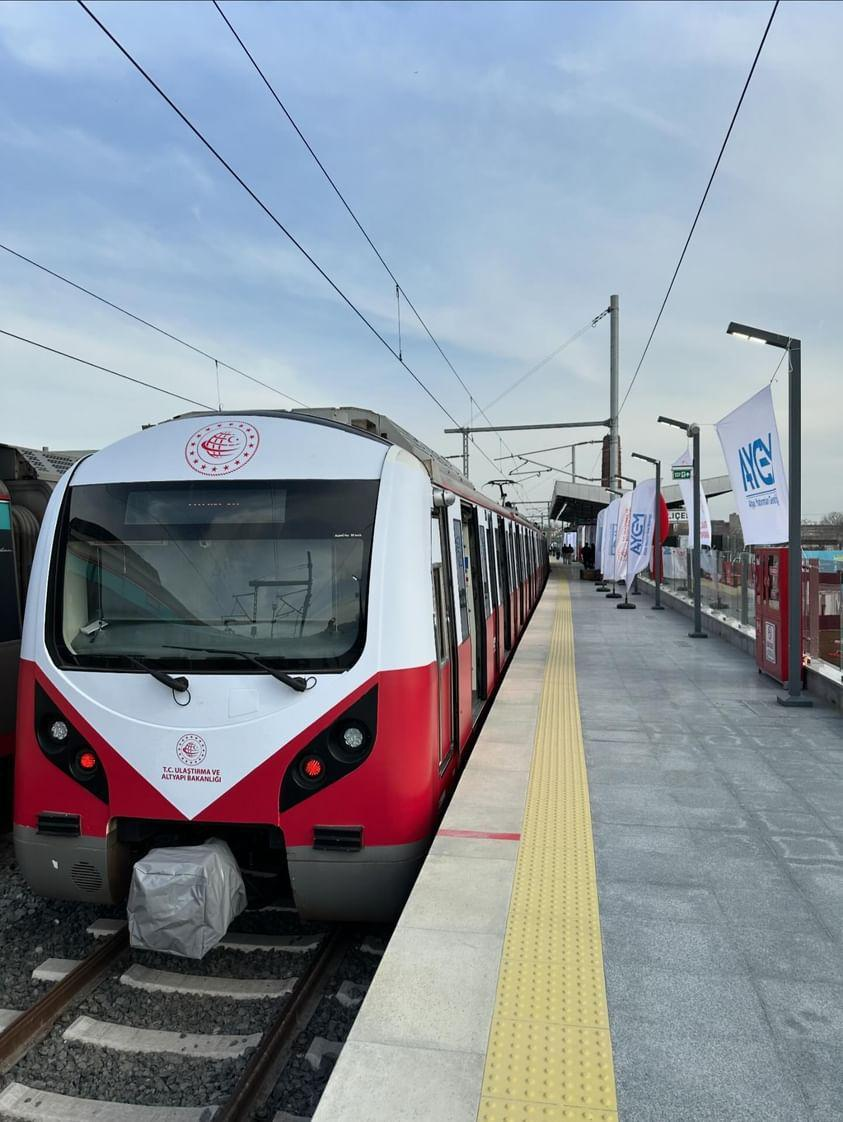
Un Treno della linea T6 a Kazlıçeşme

La linea T6 utilizza 8 km di binari precedentemente utilizzati dalla ferrovia Istanbul Sirkeci-Pythio e dalla ferrovia suburbana di Istanbul sino al 12 agosto 2013 e poi dismessi a causa della costruzione della linea Marmaray. Il nuovo trasporto pubblico corre su un binario ristrutturato da Sirkeci e Kazlıçeşme, mentre l'altro è stato in parte demolito ed è diventato una pista ciclabile. Grazie a questa linea i quartieri di Fatih situati  lungo la sponda del Mar di Marmara (fra cui Kumkapı e Samatya) tornano a essere collegati fra loro, con la linea Marmaray e con il tram T1. L'inizio del servizio, originariamente previsto per il primo trimestre del 2023, è avvenuto il 26 Febbraio 2024.
Poiché la linea è stata definita come linea ferroviaria dal Ministero dei Trasporti e delle Infrastrutture (che l'ha battezzata U3), ma come ferrovia leggera o tranvia dal Comune Metropolitano di Istanbul (IMM), non è ancora chiaro quale nome le verrà assegnato. La linea è collegata con Marmaray, e alcuni treni come il Sofia Express, che attualmente parte da Halkalı, e i treni turistici speciali come l'Orient Express arriveranno a Sirkeci. Inoltre, i treni che trasportano merci pericolose che non possono utilizzare il tunnel di Marmaray possono utilizzare questa linea sino a Sirkeci e raggiungere Haydarpaşa (al di là del Bosforo) utilizzando un traghetto ferroviario.